# Pallikaranai
Pallikaranai là một thị xã của quận Kancheepuram thuộc bang Tamil Nadu, Ấn Độ.

## Nhân khẩu
Theo điều tra dân số năm 2001 của Ấn Độ, Pallikaranai có dân số 22.503 người. Phái nam chiếm 52% tổng số dân và phái nữ chiếm 48%. Pallikaranai có tỷ lệ 74% biết đọc biết viết, cao hơn tỷ lệ trung bình toàn quốc là 59,5%: tỷ lệ cho phái nam là 80%, và tỷ lệ cho phái nữ là 67%. Tại Pallikaranai, 13% dân số nhỏ hơn 6 tuổi.